# Маццони, Анджоло
А́нджоло Маццо́ни дель Гра́нде, по-русски также иногда Мадзо́ни (итал. Angiolo Mazzoni del Grande; 21 мая 1894[…], Болонья — 28 сентября 1979[…], Рим) — итальянский инженер-конструктор и архитектор-рационалист. Крупнейший проектировщик общественных сооружений: вокзалов, железнодорожных и почтовых зданий первой половины XX века, периода новеченто. На протяжении большей части своей карьеры работал главным инженером Государственных железных дорог в крупных итальянских городах: Флоренции, Мессине, Милане, Палермо, Риме.

## Биография
В 1905 году Анджоло Маццони вместе с семьей из Болоньи переехал в Рим. Он рано проявил интерес к технике и инженерному делу и уже в 1910 году посещал Технический институт Леонардо да Винчи (итал. Istituto Tecnico Leonardo da Vinci). В 1914 году Маццони поступил в «Прикладную школу инженеров в Риме» (Scuola di applicazione per ingegneri di Roma). В 1919 году получил степень в области гражданского строительства и диплом архитектора в Академии изящных искусств (l’Accademia di Belle Arti) в Болонье, а также квалификацию преподавателя архитектурного проектирования.
Более года он посещал студию Марчелло Пьячентини. В 1920 году возглавил группу молодых архитекторов в своём родном городе и организовал «Общество создателей и любителей архитектуры Болоньи» (Società Autori e Cultori d’Architettura Bolognese), сотрудничал с городской газетой il Resto del Carlino.
В 1921 году Маццони был принят в Отдел специальных работ железных дорог Милана с квалификацией «временный инженер». В 1922 году опубликовал короткое эссе, в котором изложил свои идеи реконструкции и планирования городской среды. В 1923 году занял второе место в конкурсе на строительство памятной арки в честь павших в Первой мировой войне в Генуе.
В марте 1924 года Анджоло Маццони был переведен в Рим, в Службу работ и строительства нового министерства связи, что дало ему возможность проектирования многих значительных объектов системы железных дорог и почтовой связи по всей территории Италии.
В январе 1926 года он получил повышение: должность главного инспектора и вступил в Национальную фашистскую партию. 24 мая того же года был удостоен чести Рыцаря короны Италии.
В 1932 году Маццони участвовал в конкурсе на строительство железнодорожного вокзала Санта-Мария-Новелла во Флоренции и занял второе место после группы архитекторов, возглавляемой Джованни Микелуччи.
По случаю инаугурации Литтории (dell’inaugurazione di Littoria) Маццони в декабре 1932 года встретился с Томмазо Маринетти, который на следующий день в статье, опубликованной в Gazzetta del Popolo под названием «Героический ритм» (Ritmo eroico) воспевал проекты Маццони, идеально сочетающие, по его мнению, поэтику архитектора с поэтикой футуриста Антонио Сант-Элиа. Встреча с Маринетти оказалась решающей в карьере архитектора: 14 мая 1933 года Маццони официально присоединился к «второй волне» движения итальянских футуристов, а 27 января 1934 года в Gazzetta del Popolo опубликовал «Футуристический манифест воздушной архитектуры» (Manifesto Futurista dell’Architettura Aerea). В том же году Маццони вошёл в редакцию журнала архитектурной критики Futurismo-Sant’Elia.
2 февраля 1941 года Анджоло Маццони был включён в редакционный комитет журнала Opere Pubbliche («Общественные работы»). В 1942 году Маццони входил в группу архитекторов по проектированию зданий к Всемирной выставке в Риме 1942 года (E. U. R.). Выставка не состоялась, но опыт по её подготовке принёс ему важное государственное назначение в 1943 году, за несколько месяцев до поражения во Второй мировой войне и падения фашистского режима, внезапно положившего конец его блестящей профессиональной карьере в Италии. Новый министр коммуникаций, Витторио Чини поручил Маццони пересмотреть проект железнодорожного вокзала в Венеции в свете эстетики, разработанной для E.U.R. (здание вокзала будет построено в 1952 году на основе проекта инженера Паоло Перилли).
Главная работа Анджоло Маццони — здание нового вокзала Термини в Риме (монументальная модель которого, созданная на основе окончательного проекта 1938 года, была представлена на Всемирной выставке в Нью-Йорке в 1939 году). Строительство новой станции было прервано в 1943 году из-за войны (успели построить только боковые корпуса). С падением фашизма Маццони поспешил переработать проект, устранив все предусмотренные атрибуты и предложив вместо грандиозного портика, предусмотренного версией 1938 года, простой лаконичный фасад. Однако министерство коммуникаций решило полностью пересмотреть проект, поручив выполнение работ другим проектировщикам.
Вокзал Термини был построен в 1950 году в соответствии с новой концепцией безликого интернационального модернизма с плоским фасадом, остеклённым атриумом и большим железобетонным навесом, полностью скрывшими «фашистскую архитектуру» проекта Маццони. Новый проект разработали Эудженио Монтуори, Лео Калини и группа под руководством Аннибале Вителлоцци, победителей конкурса, объявленного в 1947 году. Боковые корпуса вокзала Термини, за исключением бывшего Королевского павильона, построены по проекту Маццони. Они представляют собой протяжённые двухъярусные аркады с традиционной для Рима облицовкой из светлоготравертина — своеобразная аллюзия древнеримской архитектуры, в частности арок римского Колизея.
В 1945 году дело Анджоло Маццони как пособника фашизма рассматривала «Комиссия по чистке», что привело к его отстранению от службы 12 сентября. В следующем году Маццони был полностью оправдан и подал жалобу против одиннадцати своих обвинителей за ложные показания и клевету на него королевскому прокурору. В 1947 году ему предложили должность профессора истории архитектуры и городского планирования Национального университета Колумбии в Боготе. Маццони, положение которого казалось шатким из-за компромиссов с фашизмом, принял предложение и 15 марта 1948 года уехал в Колумбию.
В 1951 году, прослужив тридцать лет, он подал прошение в Дирекцию государственных железных дорог в Риме о выходе на пенсию. Два года спустя, в апреле 1953 года, ему по контракту было поручено руководство Министерством общественных работ Колумбии. В 1958 году Маццони провёл конференцию в Боготе на тему «Верона, римская, феодальная и ренессансная» (Verona, romana, feudale e rinascimentale). В начале 1963 года в Национальном музее Колумбии была организована выставка, посвящённая работам Маццони и скульптора Дж. Корсини: «Два итальянских художника в Колумбии» (исп. Dos Artistas Italianos en Colombia). Тем временем, приняв предложение стать корреспондентом колумбийской газеты El Tiempo в Риме, он решил вернуться на родину.
Маццони поддерживал переписку с колумбийскими деятелями культуры и представителями архитектурной культуры Италии. Он умер в Риме 28 сентября 1979 года. Архив архитектора хранится в Музее современного искусства в Тренто. Многие годы из-за фашистского прошлого достижения Маццони не афишировались, а его постройки разрушали либо значительно перестраивали. Только в 2000-е годы его роль в истории итальянской архитектуры стали оценивать объективно.

## Творческое кредо
Маццони не придерживался какого-либо одного архитектурного направления; в зависимости от конкретных проектных задач он проявлял себя то рационалистом, то неоклассиком, то конструктивистом или футуристом. Он восхищался публикациями с иллюстрациями построек Фрэнка Ллойда Райта. Испытал влияние новой венской школы архитектуры Отто Вагнера, Йозефа Хоффмана.
В 1927 году Маццони опубликовал обширное монографическое эссе в январско-февральском номере журнала Architettura e Arti Decorative («Архитектура и декоративные искусства»), в котором изложил свои принципы проектирования новых и обновления старых железнодорожных зданий.
В этом эссе Маццони привёл в качестве образцов модели железнодорожных зданий Штутгарта и Хельсинки, характеризуемые использованием больших прозрачных стеклянных поверхностей для возведения вертикальных перегородок, способствующих восприятию больших пространств и, одновременно, разделяющих такие пространства для наилучшей ориентации. Функциональность, по его убеждению, способна давать жизнь строительным комплексам, отмеченным единой и гармоничной архитектурной концепцией, связанной с окружающей природой.
Идеи футуризма заметны в его проектах здания почты в Остии (1934) и виллы Муссолини «Роза Мальтони» (Пиза; проект 1925—1926 годов).

## Постройки. Галерея

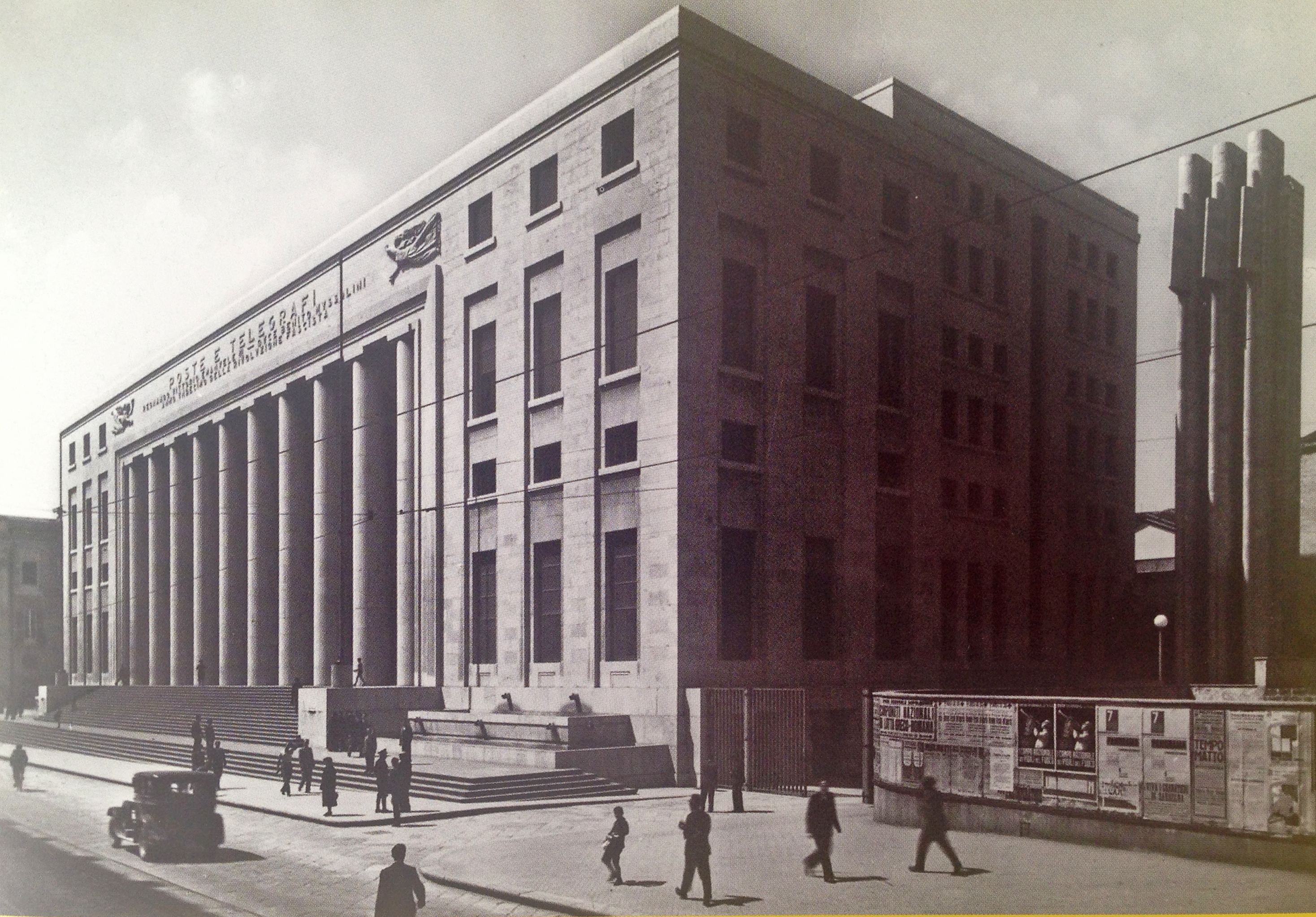
Здание почты в Палермо. 1931
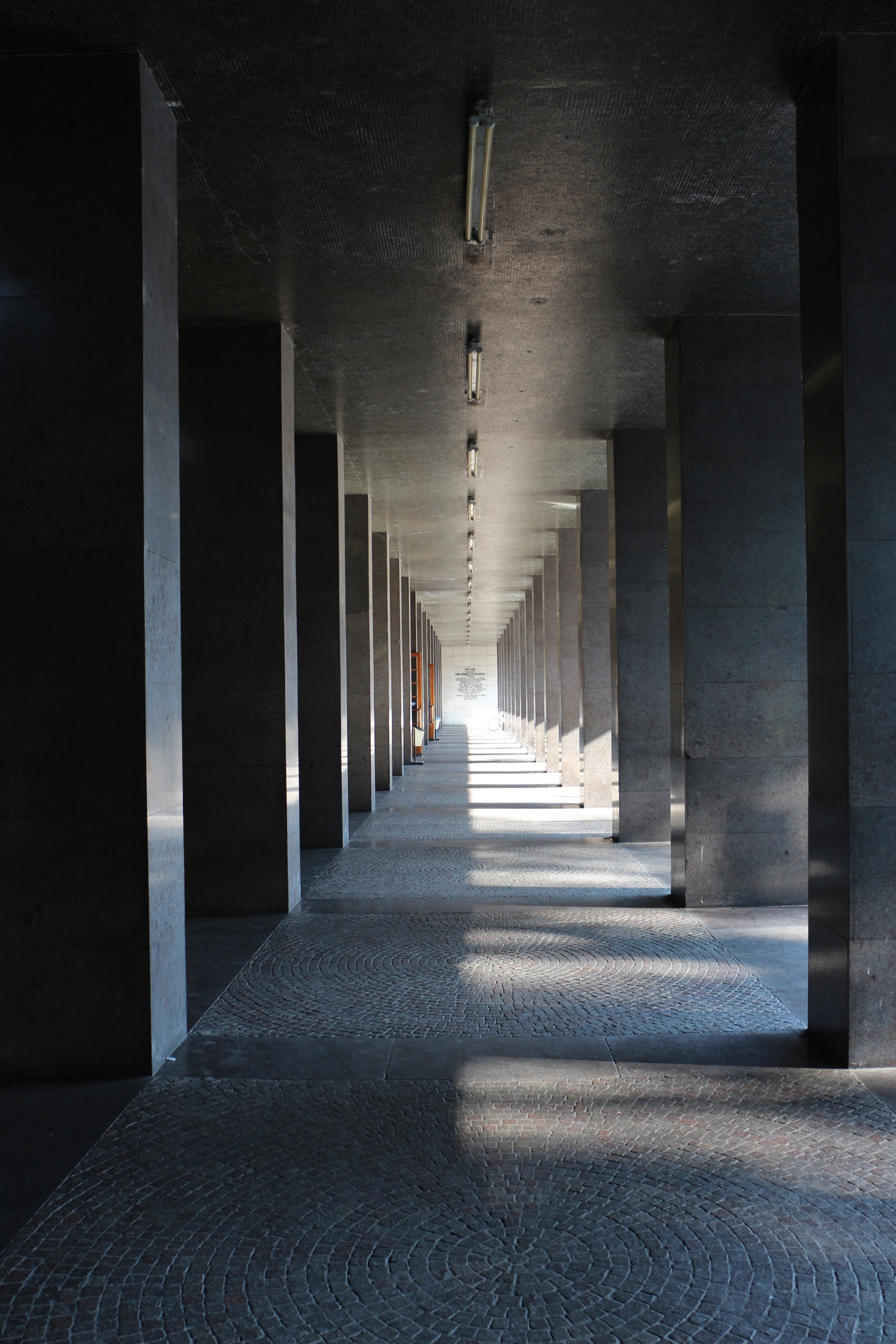
Железнодорожная станция в Тренто. Портик. 1936
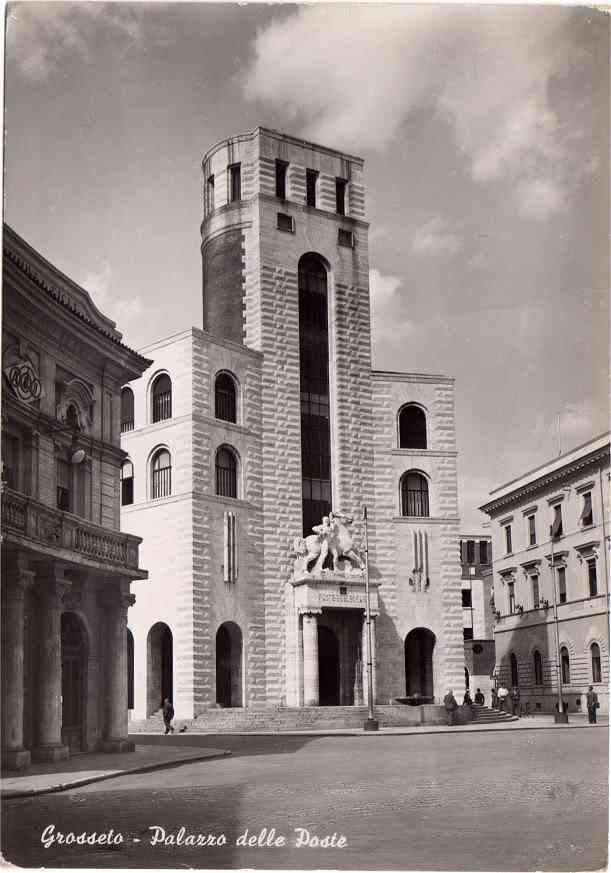
Здание почты в Гроссето. 1953
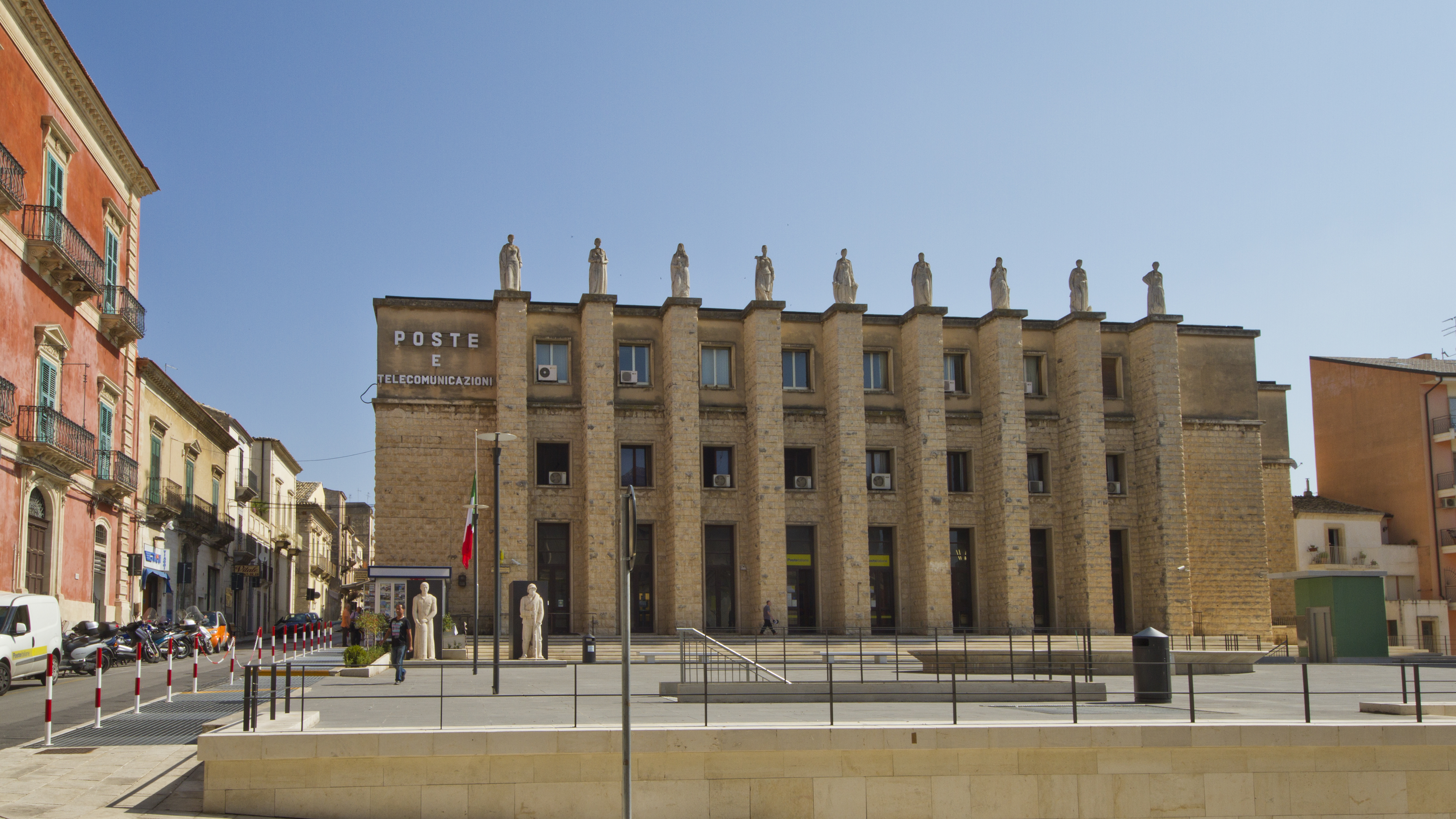
Почтовое отделение в Рагузе. 1929
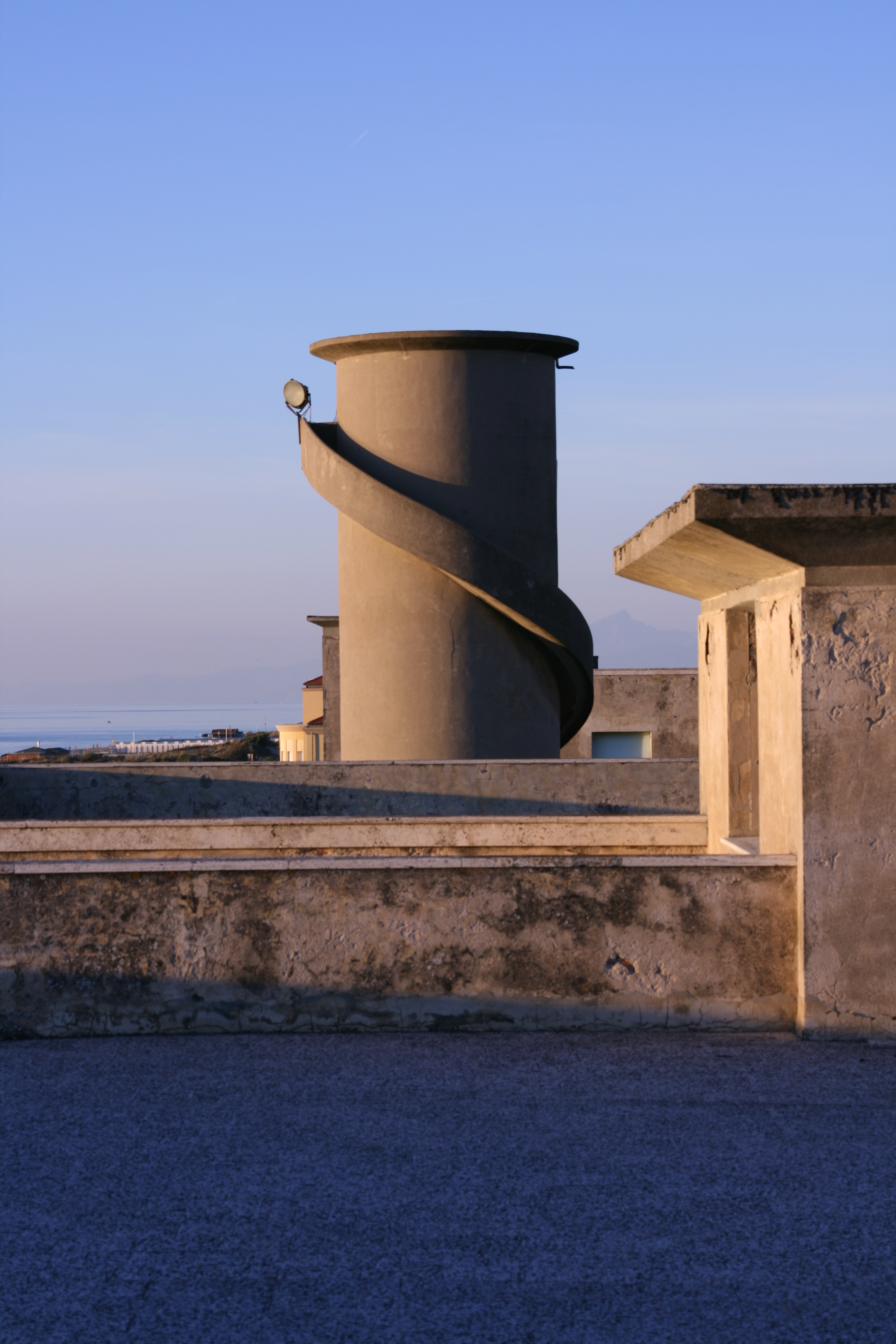
Водонапорная башня. Роза Мальтони. 1926